# Owen Meighan
Owen Meighan, född 7 februari 1944, är en friidrottare från Belize. Han deltog vid olympiska sommarspelen 1968.